# Kostelní cesta
Kostelní cesta (něm. Kirchsteig) je dnes z části zaniklá historická komunikace údolím Kamenice, která sloužila věřícím z Vysoké Lípy jako cesta do kostela v Růžové, pod který Vysoká Lípa farnostně spadala. Cesta začínala za tehdejším hostincem Glücksburg (dnes se jedná o hotel Lípa), následně vedla údolím Kamenice, jejíž tok překračovala po kamenném mostě, a vzhůru ke Kamenické Stráni a přes dnes již zaniklou Novou Vísku do Růžové. Celá trasa byla využívána do roku 1786, kdy došlo k vystavění kostela v Jetřichovicích a změně farností. Povodeň v roce 1897 strhla most přes Kamenici, na jeho místě však byl vystavěn nový, tentokrát již ne kamenný. Po roce 1945 a následné změně politické situace byla cesta opuštěna, mosty (jak výše zmíněný, tak most u Dolského mlýna) zanikly a k obnově již nedošlo.
Souběžně s Kostelní cestou vedla i Mlýnská cesta (Mühlensteig), která končila u Dolského mlýna.